# Pere Mauclerc
Pere de Dreux dit Mauclerc, Pere Mauclerc o Pere I de Bretanya nascut cap a 1187, mort el 6 de juliol de 1250, va ser batlle de Bretanya de 1213 a 1237, comte de Richmond i senyor de Machecoul abans 1250.

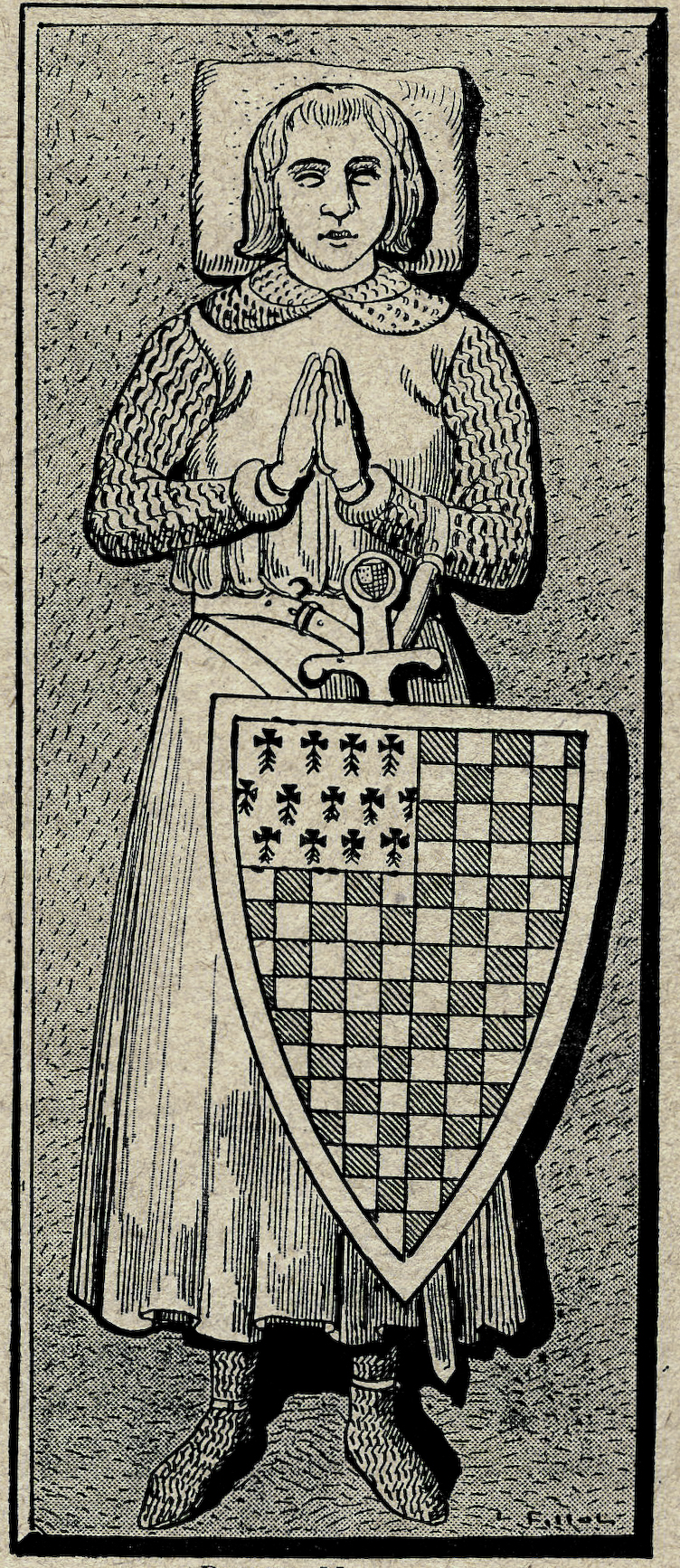
Gravat que el representa

escaquejat d'or i blau amb cantó d'ermini i vora de gules

En principi destinat a una carrera en el clergat, hi va renunciar, d'on li hauria vingut el seu sobrenom de Mauclerc "mal clergue". És en record d'aquest episodi eclesiàstic que va cobrir el blasó patern amb un franc cantó d'ermini, llavors reservat al clergat.
Després de l'assassinat d'Artur I de Bretanya, el rei Philippe August el va casar amb l'hereva de Bretanya, Alix de Thouars, per tal d'acostar el ducat de Bretanya al regne de França.
Pierre Mauclerc va sostenir a Felip II de França en el seu combat contra Anglaterra, i va combatre amb el fill del rei a La Roche-aux-Moines el 1214 contra Joan sense Terra. Va participar llavors el 1219 en la presa de Marmande i al setge de Tolosa de Llenguadoc durant la croada albigesa. De tornada a Bretanya, va reprimir el 1222 una revolta dels barons bretons (batalla de Châteaubriant), després va ajudar a Lluís VIII de França en la seva lluita contra Enric III d'Anglaterra (setges de Niort i de La Rochelle el 1224). El va acompanyar igualment quan aquest es va introduir en la Croada Albigesa, però, a la mort del rei va participar, amb la majoria dels grans del regne, en quatre revoltes contra la regenta Blanca de Castella, entre 1227 i 1234.
Després de la mort d'Alix (1221), es va fer regent (batlle) del ducat en nom del seu fill Joan I el Roig, que va arribar a major d'edat el 1237. Pierre Mauclerc es va fer anomenat llavors «Pere de Braine» i va marxar a combatre a Terra Santa el 1240. Tornat a França, va guanyar alguns èxits marítims contra els anglesos el 1242 i el 1243.
El 1249, va participar en la croada egípcia de Lluís IX de França, de tornada de la qual va morir a la mar abans d'haver tornat a la seva llar. Va ser inhumat a la necròpoli familiar de l'església abacial de Saint-Yved a Braine.
El seu sobrenom de Mauclerc pot també fer referència a la relació conflictiva que va mantenir amb l'alt clergat bretó en general i amb el bisbe de Nantes en particular. Aquest no volia cedir-li terrenys pertanyent al clergat, que eren situats sota el traçat del nou recinte de la ciutat. El seu sobrenom és testificat des de la meitat del segle xiii i figura al decret de Conflans (1341).

## Família
|  | |  |  |  |  |  |  |  |  |  |  |  |  |  |  |  |
|  | Felip I DE FRANÇA « l'Amorós » (23/05/1052-29/07/1108 a Melun) rei de França |  |  |  |  |  |  |  |  |  |  |  |  |  |  |  |
|  | |  |  |  |  |  |  |  |  |  |  |  |  |  |  |  |
|  | |  |  |  |  |  |  |  |  |  |  |  |  |  |  |  |
|  | Lluís VI DE FRANÇA « el Gros » (01/12/1081-01/08/1137 a Béthisy-Saint-Pierre) rei de França, comte de Vexin, senyor de Mantes-la-Jolie i de Pontoise, cavaller, comte de Vermandois |  |  |  |  |  |  |  |  |  |  |  |  |  |  |  |
|  | |  |  |  |  |  |  |  |  |  |  |  |  |  |  |  |
|  | |  |  |  |  |  |  |  |  |  |  |  |  |  |  |  |
|  | Berta D'HOLANDA (vers 1058-30/07/1093 A Montreuil) comtessa d'Hainaut |  |  |  |  |  |  |  |  |  |  |  |  |  |  |  |
|  | |  |  |  |  |  |  |  |  |  |  |  |  |  |  |  |
|  | |  |  |  |  |  |  |  |  |  |  |  |  |  |  |  |
|  | 4. Robert DE FRANÇA dit « Robert I DE DREUX el Gran » (1123 a Braine – 11/10/1188 a Braine) comte de Dreux, del Perche i de Braine, senyor de Fère-en-Tardenois, d'Arcy-Sainte-Restitue, de Nesles, de Longueville, de Quincy-sous-le-Mont, de Savigny-sur-Ardres, de Baudement i de Brie-Comte-Robert |  |  |  |  |  |  |  |  |  |  |  |  |  |  |  |
|  | |  |  |  |  |  |  |  |  |  |  |  |  |  |  |  |
|  | |  |  |  |  |  |  |  |  |  |  |  |  |  |  |  |
|  | Humbert II de Savoia « el Reforçat » (1070 a Moûtiers – 14/10/1103) comte de Savoia i de la Mauriena |  |  |  |  |  |  |  |  |  |  |  |  |  |  |  |
|  | |  |  |  |  |  |  |  |  |  |  |  |  |  |  |  |
|  | |  |  |  |  |  |  |  |  |  |  |  |  |  |  |  |
|  | Adela DE SAVOIA (vers 1092-18/11/1154 a París) |  |  |  |  |  |  |  |  |  |  |  |  |  |  |  |
|  | |  |  |  |  |  |  |  |  |  |  |  |  |  |  |  |
|  | |  |  |  |  |  |  |  |  |  |  |  |  |  |  |  |
|  | Gisela DE BORGONYA (1075 – després de 1133) |  |  |  |  |  |  |  |  |  |  |  |  |  |  |  |
|  | |  |  |  |  |  |  |  |  |  |  |  |  |  |  |  |
|  | |  |  |  |  |  |  |  |  |  |  |  |  |  |  |  |
|  | 2. Robert II DE DREUX « El Jove » (vers 1154 a Dreux – 28/12/1218) comte de Dreux, de Braine i de Nevers, senyor de Fère, de Pont-Arcy, de Quincy-sous-le-Mont i de Longueville |  |  |  |  |  |  |  |  |  |  |  |  |  |  |  |
|  | |  |  |  |  |  |  |  |  |  |  |  |  |  |  |  |
|  | |  |  |  |  |  |  |  |  |  |  |  |  |  |  |  |
|  | Andreu DE BAUDEMENT (vers 1075-1142) senyor de Braine senescal de Xampanya |  |  |  |  |  |  |  |  |  |  |  |  |  |  |  |
|  | |  |  |  |  |  |  |  |  |  |  |  |  |  |  |  |
|  | |  |  |  |  |  |  |  |  |  |  |  |  |  |  |  |
|  | Guiu DE BAUDEMENT (vers 1100-1144) comte de Braine |  |  |  |  |  |  |  |  |  |  |  |  |  |  |  |
|  | |  |  |  |  |  |  |  |  |  |  |  |  |  |  |  |
|  | |  |  |  |  |  |  |  |  |  |  |  |  |  |  |  |
|  | Agnès de BRAINE (vers 1080-????) dama de Braine |  |  |  |  |  |  |  |  |  |  |  |  |  |  |  |
|  | |  |  |  |  |  |  |  |  |  |  |  |  |  |  |  |
|  | |  |  |  |  |  |  |  |  |  |  |  |  |  |  |  |
|  | Agnès DE BAUDEMENT (vers 1130-24/07/1204) comtessa de Braine, senyora de Fère-en-Tardenois, de Néelle, de Pont-Arcy, de Longueville, de Quincy-sous-le-Mont i de Baudement |  |  |  |  |  |  |  |  |  |  |  |  |  |  |  |
|  | |  |  |  |  |  |  |  |  |  |  |  |  |  |  |  |
|  | |  |  |  |  |  |  |  |  |  |  |  |  |  |  |  |
|  | Alix DE BRAINE dama de Braine |  |  |  |  |  |  |  |  |  |  |  |  |  |  |  |
|  | |  |  |  |  |  |  |  |  |  |  |  |  |  |  |  |
|  | |  |  |  |  |  |  |  |  |  |  |  |  |  |  |  |
|  | Pere DE DREUX dit « Pere Mauclerc », « Pere de Braine » i « Pere I de Bretanya » (vers 1187 a Dourdan – 06/07/1250) batlle de Bretanya, comte de Dreux, de Braine, de Penthièvre i de Tréguier, comte de Richmond, senyor de Machecoul i de La Garnache                                                |  |  |  |  |  |  |  |  |  |  |  |  |  |  |  |
|  | |  |  |  |  |  |  |  |  |  |  |  |  |  |  |  |
|  | |  |  |  |  |  |  |  |  |  |  |  |  |  |  |  |
|  | Tomàs I DE COUCY dit « Tomàs DE MARLE» (vers 1073-09/11/1130 a Laon) senyor de Coucy, de Boves, de Marle, de La Fère, de Crépy i de Vervins, comte d'Amiens |  |  |  |  |  |  |  |  |  |  |  |  |  |  |  |
|  | |  |  |  |  |  |  |  |  |  |  |  |  |  |  |  |
|  | |  |  |  |  |  |  |  |  |  |  |  |  |  |  |  |
|  | Enguerrand II DE COUCY (1108 – vers 1148) senyor de Coucy, de Marle, de La Fère, de Crécy-sur-Serre, de Vervins, de Pinon, de Landouzy-la-Ville, de Fontaine-lès-Vervins |  |  |  |  |  |  |  |  |  |  |  |  |  |  |  |
|  | |  |  |  |  |  |  |  |  |  |  |  |  |  |  |  |
|  | |  |  |  |  |  |  |  |  |  |  |  |  |  |  |  |
|  | Mélisenda DE CRÉCY (????-1108) |  |  |  |  |  |  |  |  |  |  |  |  |  |  |  |
|  | |  |  |  |  |  |  |  |  |  |  |  |  |  |  |  |
|  | |  |  |  |  |  |  |  |  |  |  |  |  |  |  |  |
|  | Raül I DE COUCY (1134-15/10/1191 a Sant Joan d'Acre) senyor de Coucy, de Marle, de La Fère, de Crécy-sur-Serre, de Vervins, de Pinon, de Landouzy-la-Ville i de Fontaine-lès-Vervins |  |  |  |  |  |  |  |  |  |  |  |  |  |  |  |
|  | |  |  |  |  |  |  |  |  |  |  |  |  |  |  |  |
|  | |  |  |  |  |  |  |  |  |  |  |  |  |  |  |  |
|  | Raül I DE BAUDEMENT (vers 1068 – vers 1113) senyor de Beaugency |  |  |  |  |  |  |  |  |  |  |  |  |  |  |  |
|  | |  |  |  |  |  |  |  |  |  |  |  |  |  |  |  |
|  | |  |  |  |  |  |  |  |  |  |  |  |  |  |  |  |
|  | Agnès DE Beaugency (vers 1108-????) |  |  |  |  |  |  |  |  |  |  |  |  |  |  |  |
|  | |  |  |  |  |  |  |  |  |  |  |  |  |  |  |  |
|  | |  |  |  |  |  |  |  |  |  |  |  |  |  |  |  |
|  | Mafalda DE VERMANDOIS (1085-1131) dama de Crépy |  |  |  |  |  |  |  |  |  |  |  |  |  |  |  |
|  | |  |  |  |  |  |  |  |  |  |  |  |  |  |  |  |
|  | |  |  |  |  |  |  |  |  |  |  |  |  |  |  |  |
|  | Iolanda DE COUCY (vers 1164 a Boves – 18/03/1222) |  |  |  |  |  |  |  |  |  |  |  |  |  |  |  |
|  | |  |  |  |  |  |  |  |  |  |  |  |  |  |  |  |
|  | |  |  |  |  |  |  |  |  |  |  |  |  |  |  |  |
|  | Balduí III D'HAINAUT (1088-1120) comte d'Hainaut |  |  |  |  |  |  |  |  |  |  |  |  |  |  |  |
|  | |  |  |  |  |  |  |  |  |  |  |  |  |  |  |  |
|  | |  |  |  |  |  |  |  |  |  |  |  |  |  |  |  |
|  | Balduí IV D'HAINAUT « el Constructor » (1108-08/11/1171) comte d'Hainaut |  |  |  |  |  |  |  |  |  |  |  |  |  |  |  |
|  | |  |  |  |  |  |  |  |  |  |  |  |  |  |  |  |
|  | |  |  |  |  |  |  |  |  |  |  |  |  |  |  |  |
|  | Yolande DE GUELDRE |  |  |  |  |  |  |  |  |  |  |  |  |  |  |  |
|  | |  |  |  |  |  |  |  |  |  |  |  |  |  |  |  |
|  | |  |  |  |  |  |  |  |  |  |  |  |  |  |  |  |
|  | Agnès D'HAINAUT « la Coixa » (1142-1173 a Laon) |  |  |  |  |  |  |  |  |  |  |  |  |  |  |  |
|  | |  |  |  |  |  |  |  |  |  |  |  |  |  |  |  |
|  | |  |  |  |  |  |  |  |  |  |  |  |  |  |  |  |
|  | 30. Godofreu I DE NAMUR (1068-19/08/1139 a Floreffe) comte de Namur i de Château-Porcien |  |  |  |  |  |  |  |  |  |  |  |  |  |  |  |
|  | |  |  |  |  |  |  |  |  |  |  |  |  |  |  |  |
|  | |  |  |  |  |  |  |  |  |  |  |  |  |  |  |  |
|  | Alix DE Namur (1115 – juliol de 1169) |  |  |  |  |  |  |  |  |  |  |  |  |  |  |  |
|  | |  |  |  |  |  |  |  |  |  |  |  |  |  |  |  |
|  | |  |  |  |  |  |  |  |  |  |  |  |  |  |  |  |
|  | 31. Ermesinda DE LUXEMBURG (vers 1080-24/06/1143) comtessa de Luxemburg |  |  |  |  |  |  |  |  |  |  |  |  |  |  |  |
|  | |  |  |  |  |  |  |  |  |  |  |  |  |  |  |  |
|  | |  |  |  |  |  |  |  |  |  |  |  |  |  |  |  |

Pere de Dreux va néixer cap a 1187 a Dourdan, fill de Robert II de Dreux «el Jove» (nascut vers 1154 a Dreux - mort el 28 de desembre de 1218), comte de Dreux, comte de Braine i de Nevers, senyor de Fère, de Pont-Arcy, de Quincy-sous-le-Mont i de Longueville, i de Iolanda de Coucy (nascuda vers 1164 a Boves - morta el 18 de març de 1222). De la seva primera esposa Alix de Thouars, duquessa de Bretanya (1201- 1221), va tenir tres fills:
- Joan I de Bretanya (vers 1217-1286), duc de Bretanya;
- Iolanda de Bretanya (1218-10/10/1272), casada (gener de 1236) a Hug XI de Lusignan, senyor de Lusignan, comte de la Marca i d'Angulema
- Artur de Bretanya (1220-1224).

De la seva segona esposa dita Nicolasa (morta el febrer 1232), va tenir un altre fill:
- Olivier de Braine (1231-1279), hereu de la senyoria de Machecoul (Olivier I de Machecoul) i fundador de la família de Machecoul.

Abans de gener de 1236, Pere de Dreux es va casar en terceres noces amb Margarida de Montaigu, senyora de Montaigu, de Commequiers, de La Garnache després de Machecoul, i vídua d'Hug I de Thouars († vers 1230).

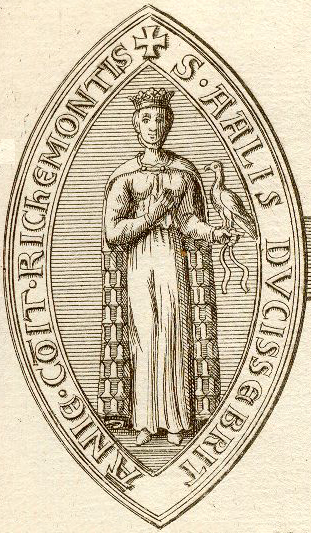
Alix de Thouars, duquessa de Bretanya (1201- 1221), la seva primera esposa.
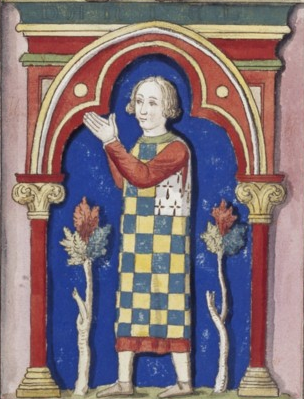
Joan I de Bretanya (vers 1217-1286), el seu fill.
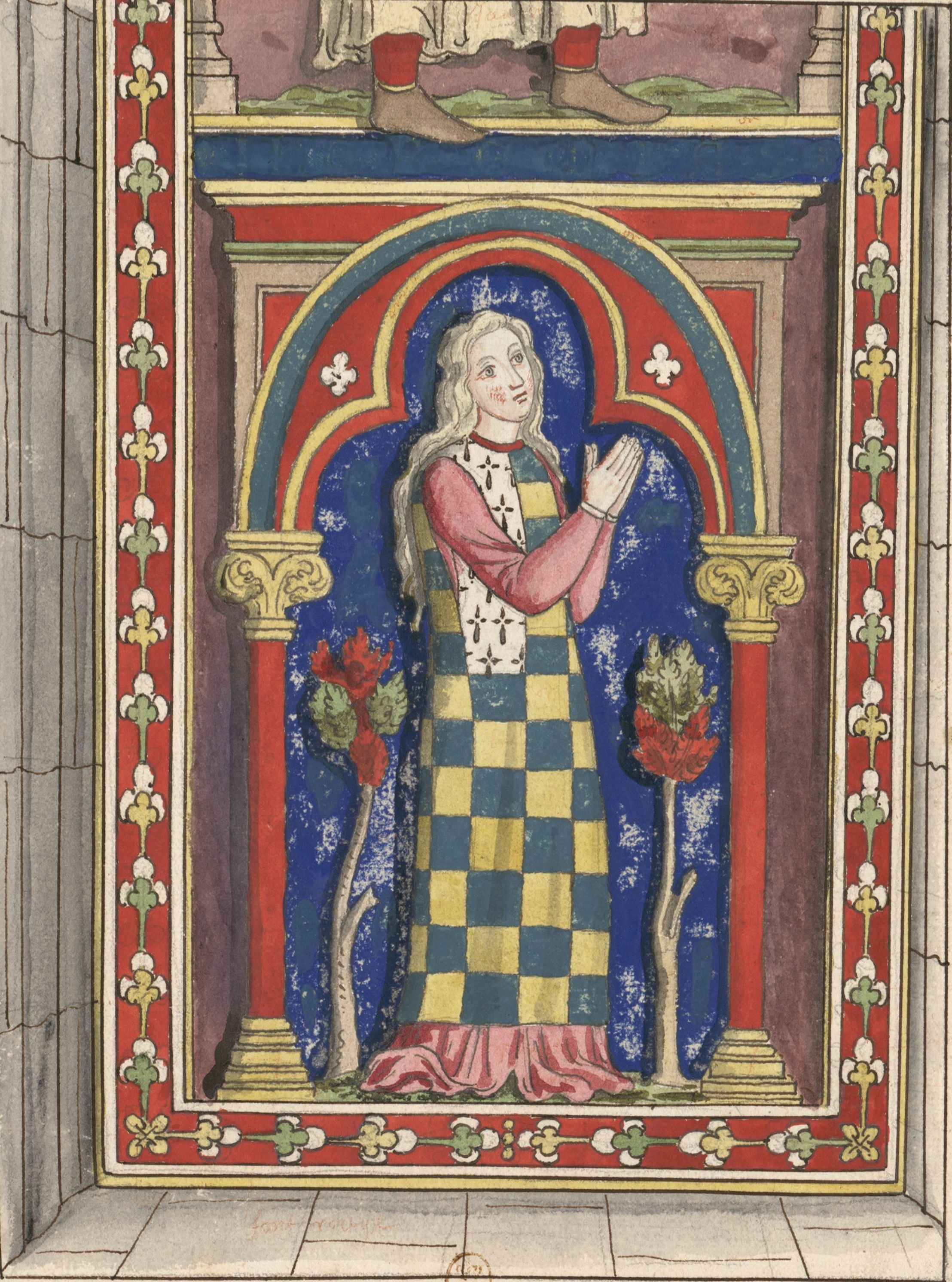
Iolanda de Bretanya (1218- 1272), la seva filla.
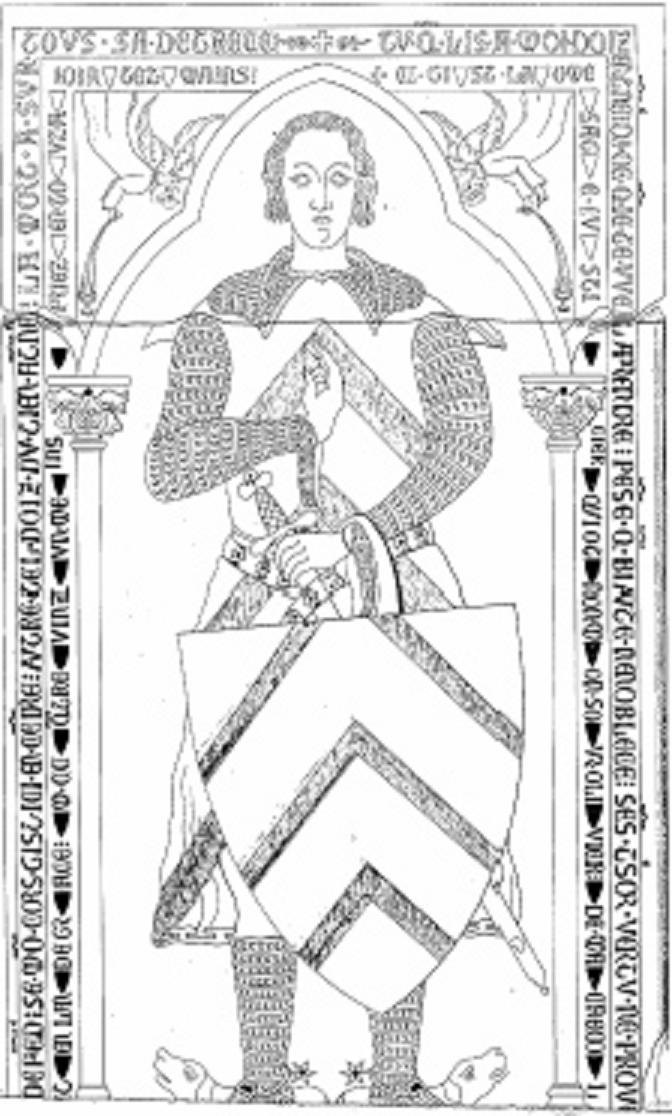
Olivier de Machecoul (1231-1279), el seu fill.